# Anthony King
Anthony Lamar King (Durham, 22 gennaio 1985) è un ex cestista statunitense naturalizzato cipriota.

## Palmarès
- Campionato cipriota: 1

Keravnos: 2018-2019
- Coppa di Cipro: 2

ETHA Engomis: 2011
Keravnos: 2019